# Namirea montislewisi
Namirea montislewisi är en spindelart som beskrevs av Raven 1984. Namirea montislewisi ingår i släktet Namirea och familjen Dipluridae.
Artens utbredningsområde är Queensland. Inga underarter finns listade i Catalogue of Life.